# 우에스기 가쓰치카
우에스기 가쓰치카(일본어: 上杉勝周, 1696년 10월 6일 ~ 1747년 8월 7일)는 일본 에도 시대의 다이묘로, 요네자와 신덴 번의 초대 번주이다. 관위는 종5위하, 스루가노카미이다.
겐로쿠 9년, 요네자와번의 4대 번주 우에스기 쓰나노리의 넷째 아들로 태어났다. 교호 4년(1719년), 요네자와 번의 5대 번주로 즉위한 형 요시노리로부터 1만 석 영지를 분할받아, 요네자와 신덴 번을 세웠다. 교호 7년(1722년)에 요시노리가 사망하고 요시노리의 나이 어린 아들 무네노리가 번주직을 잇자, 가쓰치카가 그 후견인 역할을 맡았다. 엔쿄 4년에 사망하였다. 맏아들 가쓰요시가 그 뒤를 이었다.
|  | 제1대 요네자와 신덴 번 번주 1719년 ~ 1747년 | 후임 우에스기 가쓰요시 |